# Genius (série de televisão)
Genius é uma série de televisão de drama de época de antologia americana desenvolvida por Noah Pink e Kenneth Biller que estreou na National Geographic. A primeira temporada, que foi ao ar entre abril e junho de 2017, seguiu a vida de Albert Einstein, desde seus primeiros anos, passando por seu tempo como funcionário de patentes, e em seus últimos anos como físico que desenvolveu a teoria da relatividade; a temporada é baseada no livro de 2007 Einstein: His Life and Universe de Walter Isaacson. A segunda temporada, que foi ao ar entre abril e junho de 2018, seguiu a vida e a arte de Pablo Picasso.

Em abril de 2018, a National Geographic renovou a série para uma terceira temporada. A temporada deveria originalmente se concentrar em Mary Shelley, mas isso foi movido para o desenvolvimento para, ao invés disso, se concentrar em Aretha Franklin. Foi ao ar em março de 2021. Em dezembro de 2020, a série foi renovada para uma quarta temporada, que está definida para ser lançada no Disney+. A série seguirá a vida de Martin Luther King Jr. e Malcolm X.

## Sinopse
A primeira temporada narra dois períodos da vida de Albert Einstein: o primeiro como funcionário de patentes lutando para obter uma posição de professor e doutorado, o segundo como um cientista respeitado por seu desenvolvimento da teoria da relatividade.
A segunda temporada narra dois períodos da vida de Pablo Picasso: o primeiro como um jovem descobrindo seu talento, o segundo como um artista célebre lutando contra a ascensão do fascismo e o preço da fama.
A terceira temporada narra dois períodos na vida de Aretha Franklin: como uma jovem cantora gospel engravida aos doze anos e como uma estrela em ascensão que foi coroada a "Rainha do Soul".

## Elenco e personagens

### 1ª Temporada

#### Principal
- Geoffrey Rush como Albert Einstein
  - Johnny Flynn como Jovem Albert Einstein
- Samantha Colley como Mileva Marić
  - Nikki Hahn como Jovem Mileva Marić
- Richard Topol como Fritz Haber
- Michael McElhatton como Philipp Lenard
- Emily Watson como Elsa Einstein
- Ralph Brown como Max Planck

#### Recorrente
- Robert Lindsay como Hermann Einstein
- Claire Rushbrook como Pauline Einstein
- Helen Monks como Maja Einstein
- Edward Akrout como Laurent Debienne
- Nicholas Rowe como Jost Winteler
- Lucy Russell como Pauline Winteler
- Shannon Tarbet como Marie Winteler
- Alicia von Rittberg como Anna Winteler
- George Webster como Julius Winteler
- Henry Goodman como Walther Rathenau
- Alistair Petrie como Heinrich Weber
- Jon Fletcher como Marcel Grossmann
- Seth Gabel como Michele Besso
- Sally Dexter como Mileva Marić mais velha
- Nikola Đuričko como Leó Szilárd
- David Dencik como Niels Bohr

- Adrian Lukis como Wilhelm Röntgen
- Predrag Bjelac como Miloš Marić
- Catherine McCormack como Marija Ružić–Marić
- Corrado Invernizzi como Pierre Curie
- Klára Issová como Marie Curie
- Charity Wakefield como Betty Neumann
- Ania Bukstein como Margarita Konenkova
- Jodhi May como Helen Dukas
- Zoe Telford como Clara Haber
- T.R. Knight como J. Edgar Hoover
- Vincent Kartheiser como Raymond H. Geist
- Silvina Buchbauer como Katharina Lenard
- Eugene Simon como Eduard Einstein
- Joshua Akehurst como Hans Albert Einstein
- Joseph Arkley como David Bohm

### 2ª temporada

#### Principal
- Antonio Banderas como Pablo Picasso
  - Alex Rich como Jovem Pablo Picasso
  - Alessio Scalzotto como Pablo Picasso de 14 anos
  - Timothy Lyons como Pablo Picasso de 9 anos
- Clémence Poésy como Françoise Gilot
- Samantha Colley como Dora Maar

#### Recorrente
- Poppy Delevingne como Marie-Thérèse Walter
- Robert Sheehan como Carles Casagemas
- David Wilmot como José Ruiz y Blasco
- Jordi Mollà como Salvador Ruiz
- Edward Akrout como Laurent Debienne
- Charlie Carrick como Manuel Pallarès
- Sebastian Roché como Emile Gilot
- Adrian Schiller como Jaime Sabartés
- Will Keen como Paul Rosenberg
- Maria Jose Bavio como María Picasso y López
- Aisling Franciosi como Fernande Olivier
- Stéphane Caillard como Geneviève Aliquot
- Bruno Paviot como Marcel
- Elena Martinez como Dolores
- T.R. Knight como Max Jacob
- Seth Gabel como Guillaume Apollinaire
- Tracee Chimo como Gertrude Stein
- Johnny Flynn como Alain Cuny
- Kerr Logan como Georges Braque
- Tchéky Karyo como Henri Rousseau
- Jack Brett Anderson como Géry Pieret
- Eileen O'Higgins como Eva Gouel
- Gerran Howell como Karl-Heinz Wiegels
- Lucas Englander como Daniel-Henry Kahnweiler
- Simon Buret como Jean Cocteau
- Sofia Doniants como Olga Khokhlova
- Nicola Perot como Ubaldo Oppi
- Tom Cullen como Luc Simon
- Zachary Fall como Paulo Picasso
- Michael Gor como Sergei Diaghilev
- Margaux Chatelier como Geneviève Laporte
- Dimitri Leonidas como Kostas Axelos
- Ed Stoppard como Paul Éluard
- Vincent Londez como André Breton
- Valentina Bellè como Jacqueline Roque
- Emile Feltesse como Jean Renoir
- Sand Van Roy como Florelle
- Michael McElhatton como Jonas Salk
- Luis Soto como Eugenio Arias
- Andrew Buchan como Henri Matisse

### 3ª temporada

#### Principal
- Cynthia Erivo como Aretha Franklin
  - Shaian Jordan como Little Re (jovem Aretha)[2][3]
- Courtney B. Vance como C. L. Franklin[4]
- David Cross como Jerry Wexler[3]
- Malcolm Barrett como Ted White[3]
- Patrice Covington como Erma Franklin[3]
- Kimberly Hébert Gregory como Ruth Bowen[3]
- Rebecca Naomi Jones como Carolyn Franklin[3]

#### Recorrente
- Pauletta Washington como Rachel Franklin
- Collete L. Coward como dublê da Mão do Piano de Aretha
- Aubriana Davis como Jovem Erma
- Steven G. Norfleet como Cecil Franklin
- Bri'anna Harper como dublê de canto de Little Re
- Sydney Hunter como Jovem Carolyn
- Tina Fears como Clara Ward
- Antonique Smith como Barbara Franklin
- Marque Richardson como King Curtis
- Braelyn Edwards como Clarence
- Tyler Richardson como Edward
- Omar J. Dorsey como James Cleveland
- Tip "T.I." Harris como Ken Cunningham
- Jerren Jackson como Little Teddy
- Willie Repoley como Tom Dowd
- Drake Strickland como Young Cecil
- Luke James como Glynn Turman

## Episódios
| Temporada | Temporada | Título   | Episódios | Episódios | Originalmente lançado | Originalmente lançado | Originalmente lançado |
| Temporada | Temporada | Título   | Episódios | Episódios | Estreia da temporada  | Final da temporada    | Emissora              |
| --------- | --------- | -------- | --------- | --------- | --------------------- | --------------------- | --------------------- |
|           | 1         | Einstein | 10        | 10        | 25 de abril de 2017   | 20 de junho de 2017   | National Geographic   |
|           | 2         | Picasso  | 10        | 10        | 24 de abril de 2018   | 19 de junho de 2018   | National Geographic   |
|           | 3         | Aretha   | 8         | 8         | 21 de março de 2021   | 24 de março de 2021   | National Geographic   |

### 1ª temporada:Einstein(2017)
| N.º na série | N.º na temp. | Título          | Dirigido por | Escrito por                                                   | Exibição original   |
| --- | ------------ | --------------- | ------------ | ------------------------------------------------------------- | ------------------- |
| 1 | 1            | "Chapter One"   | Ron Howard   | História por : Noah Pink e Ken Biller Roteiro por : Noah Pink | 25 de abril de 2017 |
| Conheça a turbulenta jornada desconhecida do físico que se desenvolveu para se tornar um ícone: Albert Einstein. Corajosamente independente, brilhante desde o nascimento e eternamente curioso, mudou a forma que se vê o universo.                 |              |                 |              |                                                               |                     |
| 2 | 2            | "Chapter Two"   | Minkie Spiro | Angelina Burnett                                              | 2 de maio de 2017   |
| Depois de bater de frente com Mileva Marić, a única garota de sua sala na Politécnica de Zurich, Albert Einstein se apaixona por sua determinada colega de estudos.                                                                                  |              |                 |              |                                                               |                     |
| 3 | 3            | "Chapter Three" | Minkie Spiro | Mark Lafferty                                                 | 9 de maio de 2017   |
| Albert Einstein luta para dar conta das despesas e sustentar a esposa grávida enquanto tenta conseguir um posto acadêmico em um mundo científico rígido com tradição e protocolo.                                                                    |              |                 |              |                                                               |                     |
| 4 | 4            | "Chapter Four"  | Kevin Hooks  | Noah Pink                                                     | 16 de maio de 2017  |
| Enquanto trabalha em escritório de patentes, Einstein queima a vela em ambas as extremidades com a ajuda de sua nova esposa, Mileva, enquanto escreve quatro artigos, entre eles o da Teoria da Relatividade Especial.                               |              |                 |              |                                                               |                     |
| 5 | 5            | "Chapter Five"  | Kevin Hooks  | Raf Green                                                     | 23 de maio de 2017  |
| Com novas responsabilidades de educador, Albert Einstein finalmente começa a experimentar a vida acadêmica que ele tanto cobiçou enquanto desenvolve sua teoria da relatividade geral                                                                |              |                 |              |                                                               |                     |
| 6 | 6            | "Chapter Six"   | James Hawes  | Brian Peterson                                                | 30 de maio de 2017  |
| Depois de mudar sua família para Berlin para trabalhar, e de estar mais perto de seu novo amor Elsa, Albert Einstein tenta provar sua teoria da relatividade geral. Ele consegue a ajuda de um astrônomo para fotografar um eclipse solar na Rússia. |              |                 |              |                                                               |                     |
| 7 | 7            | "Chapter Seven" | James Hawes  | Kelly Souders                                                 | 6 de junho de 2017  |
| Esgotado e desgastado, a tentativa de Albert Einstein de fazer história científica é posta à prova quando ele começa a ter sérios problemas de saúde. Nos esforços de guerra alemães, Albert é o único cientista a recusar o chamado às armas.       |              |                 |              |                                                               |                     |
| 8 | 8            | "Chapter Eight" | Ken Biller   | Angelina Burnett e Francesca Butler                           | 13 de junho de 2017 |
| Ao tentar fugir para os Estados Unidos em resposta à ascensão dos nazistas, Albert Einstein e sua esposa Elsa descobrem que seus vistos foram bloqueados pelo Departamento de Estado dos EUA.                                                        |              |                 |              |                                                               |                     |
| 9 | 9            | "Chapter Nine"  | Ken Biller   | Ken Biller e Raf Green                                        | 20 de junho de 2017 |
| Albert Einstein e Elsa se estabelecem na América enquanto tentam salvar aqueles que foram deixados para trás. Embora a física quântica continue irritando-o, seu foco é desviado pela divisão de átomos na Alemanha nazista.                         |              |                 |              |                                                               |                     |
| 10 | 10           | "Chapter Ten"   | Ken Biller   | Mark Lafferty                                                 | 20 de junho de 2017 |
| A bomba atômica é lançada e a Segunda Guerra Mundial termina. Albert Einstein assume o papel de cidadão do mundo em seus anos mais velhos. |              |                 |              |                                                               |                     |

### 2ª temporada:Picasso(2018)
| N.º na série | N.º na temp. | Título          | Dirigido por   | Escrito por                      | Exibição original   |
| --- | ------------ | --------------- | -------------- | -------------------------------- | ------------------- |
| 11 | 1            | "Chapter One"   | Ken Biller     | Ken Biller                       | 24 de abril de 2018 |
| Pablo Picasso se esforça para chamar atenção para a crescente ameaça do fascismo na Espanha. Enquanto isso, o jovem Pablo sonha em se tornar um grande pintor. Mas primeiro ele deve encontrar sua voz.                                                 |              |                 |                |                                  |                     |
| 12 | 2            | "Chapter Two"   | Ken Biller     | Ken Biller                       | 24 de abril de 2018 |
| A Segunda Guerra Mundial ganha força mas Picasso se recusa a deixar Paris, colocando em risco seu relacionamento com a fotógrafa Dora Maar. |              |                 |                |                                  |                     |
| 13 | 3            | "Chapter Three" | Kevin Hooks    | Brian Peterson e Kelly Souders   | 1 de maio de 2018   |
| O jovem Pablo dá início à sua fase azul depois do suicídio de seu melhor amigo e conhece seu primeiro grande amor, Fernande Olivier; o velho Picasso inicia um romance com seu último grande amor, a jovem artista Françoise Gilot.                     |              |                 |                |                                  |                     |
| 14 | 4            | "Chapter Four"  | Kevin Hooks    | Raf Green                        | 8 de maio de 2018   |
| Enquanto Picasso sofre com amigos antigos, o jovem Pablo encontra inspiração nos poetas Apollinaire e Max Jacob. Ele é apresentado a Henri Matisse, preparando o terreno para uma das maiores rivalidades criativas do século 20.                       |              |                 |                |                                  |                     |
| 15 | 5            | "Chapter Five"  | Laura Belsey   | Noah Pink                        | 15 de maio de 2018  |
| Picasso faz de tudo para convencer Françoise Gilot a morar com ele. Enquanto isso, o jovem Pablo luta para se igualar ao gênio de Matisse, mas encontra uma inspiração obscura em seu difícil relacionamento com Fernande Olivier.                      |              |                 |                |                                  |                     |
| 16 | 6            | "Chapter Six"   | Laura Belsey   | Matthew Newman                   | 22 de maio de 2018  |
| Picasso leva Françoise Gilot ao sul da França nas férias. O jovem Pablo abre mão das festas e inventa o cubismo com Georges Braque. Mas sua carreira é ameaçada quando ele é acusado de roubar a Mona Lisa                                              |              |                 |                |                                  |                     |
| 17 | 7            | "Chapter Seven" | Greg Yaitanes  | Wendy Riss                       | 29 de maio de 2018  |
| No auge da Segunda Guerra Mundial, Picasso junta-se ao Partido Comunista e sofre para conciliar sua arte com seus ideais políticos. Ele falha com suas responsabilidades para com Françoise Gilot, assombrado por um caso de amor de seu passado.       |              |                 |                |                                  |                     |
| 18 | 8            | "Chapter Eight" | Greg Yaitanes  | Stephanie K. Smith               | 5 de junho de 2018  |
| O jovem Picasso se concentra em trabalhar em um espetáculo de ballet, onde conhece a bailarina Olga Khoklova. Enquanto isso, o velho Picasso luta para equilibrar as necessidades de sua família com seu desejo de permanecer artisticamente relevante. |              |                 |                |                                  |                     |
| 19 | 9            | "Chapter Nine"  | Mathias Herndl | Raf Green e Ali Gordon-Goldstein | 12 de junho de 2018 |
| Françoise Gilot desafia Picasso e corre atrás de seus objetivos artísticos, enquanto o jovem encontra uma folga de seu tenso casamento com Olga em uma nova paixão. Enquanto isso, uma jovem Dora Maar se esforça para conhecer Picasso.                |              |                 |                |                                  |                     |
| 20 | 10           | "Chapter Ten"   | Mathias Herndl | Matthew Newman e Noah Pink       | 19 de junho de 2018 |
| Depois de deixar Picasso, Françoise Gilot luta para escapar de sua sombra e conseguir sucesso sozinha. Picasso encontra conforto com Jacqueline Roque, mas se isola do mundo, determinado a fazer a pintura perfeita.                                   |              |                 |                |                                  |                     |

### 3ª temporada:Aretha(2021)
| N.º na série | N.º na temp. | Título                             | Dirigido por      | Escrito por                                                                             | Exibição original   |
| --- | ------------ | ---------------------------------- | ----------------- | --------------------------------------------------------------------------------------- | ------------------- |
| 21 | 1            | "Respect"                          | Anthony Hemingway | Suzan-Lori Parks                                                                        | 21 de março de 2021 |
| Aretha viaja para Muscle Shoals para gravar seu primeiro disco com a Atlantic Records e canta seu primeira apresentação solo na igreja de seu pai, C.L. Franklin.                                                       |              |                                    |                   |                                                                                         |                     |
| 22 | 2            | "Until The Real Thing Comes Along" | Neema Barnette    | História por : Suzan-Lori Parks e Diana Son Roteiro por : Diana Son                     | 21 de março de 2021 |
| Aretha procura um estilo próprio quando conhece Jerry Wexler; no passado, uma jovem Aretha faz sua primeira turnê do Circuito Gospel guiada pelo seu pai, C.L. Franklin.                                                |              |                                    |                   |                                                                                         |                     |
| 23 | 3            | "Do Right Woman"                   | Neema Barnette    | Nathan Louis Jackson, Suzan-Lori Parks e Diana Son                                      | 22 de março de 2021 |
| Aretha tenta encontrar um equilíbrio entre sua carreira musical e sua dedicação ao movimento pelos direitos civis liderado pelo influente e revolucionário Martin Luther King Jr.                                       |              |                                    |                   |                                                                                         |                     |
| 24 | 4            | "Unforgettable"                    | Bille Woodruff    | História por : Gwendolyn M. Parker e Suzan-Lori Parks Roteiro por : Gwendolyn M. Parker | 22 de março de 2021 |
| Aretha é capa da revista Time, uma conquista revolucionária e inesquecível para o mundo inteiro, e a jovem parceira de C.L. e Barbara Franklin luta para se estabelecer em Memphis.                                     |              |                                    |                   |                                                                                         |                     |
| 25 | 5            | "Young, Gifted and Black"          | Anthony Hemingway | Suzan-Lori Parks                                                                        | 23 de março de 2021 |
| O contraste de emoções entre o dia em que Aretha grava seu álbum de protesto Young, Gifted and Black, que se tornou um sucesso, e anos antes, quando a pequena Aretha perde a sua mãe.                                  |              |                                    |                   |                                                                                         |                     |
| 26 | 6            | "Amazing Grace"                    | Anthony Hemingway | Becky Mode                                                                              | 23 de março de 2021 |
| Aretha grava seu lendário disco Amazing Grace na igreja mais antiga de James Cleveland; no passado, a jovem Aretha descobre que está grávida do seu segundo filho.                                                      |              |                                    |                   |                                                                                         |                     |
| 27 | 7            | "Chain of Fools"                   | Anthony Hemingway | Suzan-Lori Parks                                                                        | 24 de março de 2021 |
| A rainha do soul Aretha Franklin luta para se manter relevante em uma época na qual a cultura mundial mergulha na era da música disco; a cantora se separa de Jerry Wexler e conhece o fundador da Arista, Clive Davis. |              |                                    |                   |                                                                                         |                     |
| 28 | 8            | "No One Sleeps"                    | Anthony Hemingway | Suzan-Lori Parks                                                                        | 24 de março de 2021 |
| Apesar das perdas emocionais significativas, incluindo seu segundo divórcio e a morte de seu pai, Aretha não se deixa abalar e mantém o foco e as energias no mundo artístico, colhendo triunfos inevitáveis.           |              |                                    |                   |                                                                                         |                     |

## Produção

### Desenvolvimento
Em 28 de abril de 2016, foi anunciado que a National Geographic havia dado à produção um pedido direto para a série, sua primeira série roteirizada. A série seria baseada na biografia Einstein: His Life and Universe de Walter Isaacson e adaptada por Noah Pink, que também deveria ser co-produtor executivo. Os produtores executivos foram anunciados para incluir Brian Grazer, Ron Howard, Francie Calfo, Gigi Pritzker, Rachel Shane, Sam Sokolow e Jeffrey Cooney. Anna Culp foi definida para co-produzir ao lado de Melissa Rucker. Ron Howard era esperado para dirigir o primeiro episódio da série. As empresas de produção envolvidas com a série foram definidas para incluir Imagine TV, Fox 21 TV Studios, OddLot Entertainment e EUE/Sokolow.
Em 19 de abril de 2017, a National Geographic renovou a série para uma segunda temporada. O assunto da segunda temporada deveria ter sido anunciado durante o final da primeira temporada, mas foi revelado que era Pablo Picasso no dia seguinte ao final, quando a emissora e os produtores não quiseram desviar a atenção do final da temporada. A segunda temporada estreou em 24 de abril de 2018.
Em 18 de abril de 2018, a National Geographic renovou a série para uma terceira temporada. A temporada foi inicialmente definida para seguir a vida da escritora Mary Shelley. Ken Biller retornou como showrunner, produtor executivo e escritor. Também retornaram os produtores executivos Brian Grazer, Ron Howard, Francie Calfo, Jeff Cooney, Sam Sokolow, Gigi Pritzker e Rachel Shane. Anna Culp retornou como produtora. As empresas de produção que retornam incluem Imagine TV, MWM Studios e EUE/Sokolow. Em 10 de fevereiro de 2019, foi anunciado que o tema da terceira temporada seria a cantora americana Aretha Franklin, conhecida como "A Rainha do Soul". A terceira temporada estava programada para estrear em 25 de maio de 2020 e ir ao ar em quatro noites consecutivas, mas foi adiada devido à pandemia de coronavírus e começou a ser exibida em 21 de março de 2021.
Em 10 de dezembro de 2020, a série foi renovada para uma quarta temporada, que seguirá a vida de Martin Luther King Jr. e será transferida para o Disney+.

### Seleção de elenco

#### 1ª temporada
Em agosto de 2016, foi anunciado que Geoffrey Rush e Johnny Flynn iriam estrelar a série como Albert Einstein tanto como um homem velho quanto como um jovem adulto, respectivamente. Além disso, foi relatado que Emily Watson também estrelaria a série e que Michael McElhatton, Seth Gabel, Samantha Colley, Richard Topol e Vincent Kartheiser se juntaram ao elenco. Em novembro de 2016, foi anunciado que Shannon Tarbet, Claire Rushbrook e Robert Lindsay foram escalados para papéis recorrentes. Em 2 de fevereiro de 2017, foi relatado que T. R. Knight havia sido escalado para o papel recorrente de J. Edgar Hoover.

#### 2ª temporada
Em 6 de setembro de 2017, foi anunciado que Antonio Banderas estrelaria a segunda temporada como Pablo Picasso. Em 2 de novembro de 2017, foi relatado que Alex Rich co-estrelaria a série compartilhando o papel principal de Picasso. Foi ainda relatado que Clémence Poésy, Robert Sheehan, Poppy Delevingne, Aisling Franciosi e Sebastian Roché também se juntaram ao elenco e que Samantha Colley, T. R. Knight, Seth Gabel e Johnny Flynn estavam retornando da primeira temporada em novos papéis.

#### 3ª temporada
Em 3 de outubro de 2019, Cynthia Erivo foi escalada para interpretar Aretha Franklin.

### Filmagens
A fotografia principal da primeira temporada ocorreu em meados de 2016 em Praga. As filmagens da segunda temporada começaram em novembro de 2017 em Málaga e duraram mais de cinco meses em várias cidades ao redor do mundo, incluindo Barcelona, Paris e Budapeste. As filmagens da terceira temporada estavam programadas para começar em novembro de 2019, para um lançamento no início de 2020. Em março de 2020, a produção foi arquivada devido à pandemia de COVID-19. A série retomou a produção em 1 de outubro de 2020.

### Música
A maior parte da música de Franklin na terceira temporada foi gravada por Erivo. Os produtores, no entanto, não conseguiram obter os direitos de uso das maiores canções de Franklin, "Respect" e "(You Make Me Feel Like) A Natural Woman".

## Nomeações
- Nomeado aos Emmys 2017 para melhor série limitada.
- O ator Geoffrey Rush, que protagoniza a personagem de Einstein, foi nomeado aos Emmys 2017 para melhor ator em série limitada ou telefilme.[29]